# Casinaria pavlova
Casinaria pavlova är en stekelart som beskrevs av Jerman och Ian D. Gauld 1988. Casinaria pavlova ingår i släktet Casinaria och familjen brokparasitsteklar. Inga underarter finns listade.